# Bembidion kirschenhoferi
Bembidion kirschenhoferi is een keversoort uit de familie van de loopkevers (Carabidae). De wetenschappelijke naam van de soort is voor het eerst geldig gepubliceerd in 1988 door Muller-Motzfeld.